# Leostyletus
Leostyletus is een geslacht van weekdieren uit de klasse van de Gastropoda (slakken).

## Soorten
- Leostyletus misakiensis (Baba, 1960)
- Leostyletus pseudomisakiensis Martynov, 1998